# Lijst van oorlogsmonumenten in Noord-Beveland
De Nederlandse gemeente Noord-Beveland heeft 2 oorlogsmonumenten. Hieronder een overzicht.
| Nr.  | Object          | Herdachte groep                                                          | Ontwerper         | Onthulling       | Type        | Locatie                    | Plaats       | Coördinaten                   | Foto            |
| ---- | --------------- | ------------------------------------------------------------------------ | ----------------- | ---------------- | ----------- | -------------------------- | ------------ | ----------------------------- | --------------- |
| 1094 | Indië-monument  | militairen in dienst van het Ned. Kon. na 1945                           |                   | 8 april 2001     | plaquette   | Havelaarstraat 30, 4486 BC | Colijnsplaat | 51° 35' 57" NB, 3° 50' 52" OL |                 |
| 1096 | Oorlogsmonument | geallieerde militairen, militairen in dienst van het Ned. Kon. 1940-1945 | Johan Bijsterveld | 25 november 1949 | gedenksteen | Havelaarstraat 30, 4486 BC | Colijnsplaat | 51° 35' 57" NB, 3° 50' 52" OL | Oorlogsmonument |

Borsele ·
Goes ·
Hulst ·
Kapelle ·
Middelburg ·
Noord-Beveland ·
Reimerswaal ·
Schouwen-Duiveland ·
Sluis ·
Terneuzen ·
Tholen ·
Veere ·
Vlissingen